# Ext-funktorn
Inom matematiken är Ext-funktorn härledda funktorerna av Hom-funktorn. De användes först inom algebraisk topologi men används numera inom flera andra delområden av matematiken. Namnet "Ext" kommer från dess konnektionen med utvidgningar (på engelska extension) i abelska kategorier. 

## Definition
Låt R vara en ring och låt ModR vara kategorin av moduler över R. Låt B vara i ModR och låt T(B) = HomR(A,B) för något fixerat A i ModR. Det här är en vänster-exakt funktor och har alltså höger-härledda funktorer RnT. Ext-funktorn definieras som
{\displaystyle \operatorname {Ext} _{R}^{n}(A,B)=(R^{n}T)(B).}
Den kan räknas genom att välja en godtycklig injektiv resolution
{\displaystyle 0\rightarrow B\rightarrow I^{0}\rightarrow I^{1}\rightarrow \dots ,}
och sedan räkna
{\displaystyle 0\rightarrow \operatorname {Hom} _{R}(A,I^{0})\rightarrow \operatorname {Hom} _{R}(A,I^{1})\rightarrow \dots .}
Då är (RnT)(B) homologin av detta komplex. Notera att HomR(A,B) utelämnas från komplexet.

## Egenskaper
- ExtiR(A, B) = 0 för i > 0 om antingen B är injektiv eller A projektiv.

- Om Ext1R(A, B) = 0 för alla A är ExtiR(A, B) = 0 för alla  A och B är injektiv; om Ext1R(A, B) = 0 för alla B är ExtiR(A, B) = 0 för alla B och A är projektiv.

- {\displaystyle \operatorname {Ext} _{R}^{n}\left(\bigoplus _{\alpha }A_{\alpha },B\right)\cong \prod _{\alpha }\operatorname {Ext} _{R}^{n}(A_{\alpha },B)}

- {\displaystyle \operatorname {Ext} _{R}^{n}\left(A,\prod _{\beta }B_{\beta }\right)\cong \prod _{\beta }\operatorname {Ext} _{R}^{n}(A,B_{\beta })}

## Exempel
Om Z[G] är heltalsgruppringen av en grupp G, då är Ext*Z[G](Z, M) gruppkohomologin H*(G,M) med koefficienter i M.
Om Fp är ändliga kroppen med p element, då är H*(G,M) = Ext*Fp[G](Fp, M), och gruppkohomologin beror inte på vilken basring man valt. 
Om A är en k-algebra, då är Ext*A ⊗k Aop(A, M) Hochschildkohomologin HH*(A,M) med koefficienter i A-bimodulen M.
Om R är den universala enveloppernade algebran för en Liealgebra {\displaystyle {\mathfrak {g}}} over a commutative ring k, then Ext*R(k, M) är Liealgebrakohomologin {\displaystyle \operatorname {H} ^{*}({\mathfrak {g}},M)} med koefficienter i modulen M.